# Rosario Andrade
Rosario Andrade (Veracruz, Veracruz, 6 d'abril de 1946) és una soprano mexicana. Ha estat guanyadora de diferents premis a nivell mundial.
Va estudiar al Conservatori Nacional de Música a Mèxic i al Conservatori de Santa Cecilia a Roma, Itàlia. En 1967 va debutar com a cantant d'òpera a Municipi de Xalapa, Veracruz i a Treviso, Itàlia amb La bohème; i en 1974 en el Palau de Belles Arts de la Ciutat de Mèxic. En 1983 es va presentar en la temporada del Centenari de la Metropolitan Opera House de Nova York. També s'ha presentat al Carnegie Hall de Nova York; a la sala Txaikovski del Conservatori de Moscou; en els teatres de l'òpera de Riga, Varsòvia, Milà, Roma i París; i en escenaris lírics de l'Argentina, Brasil, Colòmbia, Veneçuela, Japó, Malàisia, Singapur i Hong Kong.

## Premis i reconeixements
Va guanyar els concursos de cant Toti Dal Monte, Fanny Anitúa, Fundació Morales Esteves, de la Ràdio i Televisió Italiana i del segell d'enregistraments Decca. En 1975 va obtenir el Primer Gran Premi del Concurs Internacional d'Art Líric de Lieja, Bèlgica. El 16 de maig de 2009 va rebre un homenatge per part de l'Ajuntament de Veracruz, a 10 anys del seu retir com a cantant i docent, al teatre Francisco Javier Clavijero de Veracruz.